# Baron Henniker
Baron Henniker, of Stratford upon Slaney in the County of Wicklow, ist ein erblicher britischer Adelstitel in der Peerage of Ireland.
Familiensitz der Barone ist Thornham Hall bei Eye in Suffolk.

## Verleihung
Der Titel wurde am 31. Juli 1800 für Sir John Henniker, 2. Baronet, geschaffen. Dieser hatte bereits 1781 den fortan nachgeordneten Titel 2. Baronet, of Worlingsworth Hall in the County of Suffolk, geerbt, der am 15. Juli 1765 in der Baronetage of Great Britain seinem Vater John Major (1698–1781) verliehen worden war. 
Sein Urenkel, der 4. Baron, wurde am 13. Juli 1866 in der Peerage of the United Kingdom auch zum Baron Hartismere, of Hartismere in the County of Suffolk, erhoben. Heutiger Titelinhaber ist seit 2004 dessen Ur-urenkel Mark Henniker-Major als 9. Baron Henniker und 6. Baron Hartismere.

## Liste der Barone Henniker (1800)
- John Henniker, 1. Baron Henniker (1724–1803)
- John Henniker-Major, 2. Baron Henniker (1752–1821)
- John Henniker-Major, 3. Baron Henniker (1777–1832)
- John Henniker-Major, 4. Baron Henniker, 1. Baron Hartismere (1801–1870)
- John Henniker-Major, 5. Baron Henniker, 2. Baron Hartismere (1842–1902)
- Charles Henniker-Major, 6. Baron Henniker, 3. Baron Hartismere (1872–1956)
- John Henniker-Major, 7. Baron Henniker, 4. Baron Hartismere (1883–1980)
- John Henniker-Major, 8. Baron Henniker, 5. Baron Hartismere (1916–2004)
- Mark Henniker-Major, 9. Baron Henniker, 6. Baron Hartismere (* 1947)

Titelerbe (Heir apparent) ist der Sohn des aktuellen Titelinhabers, Hon. Edward Henniker-Major (* 1985).